# Похибка
Похибка (рос. погрешность, англ. error; нім. Fehler m) – різниця {\displaystyle x-a}, де {\displaystyle x} – число, яке розглядається як наближене значення деякої величини, точне значення якої дорівнює {\displaystyle a}. Різниця {\displaystyle x-a} називається також абсолютною похибкою. Відношення {\displaystyle x-a} до {\displaystyle a} називається відносною похибкою числа {\displaystyle a}.

## Різновиди похибок
- Похибка вимірювання
- Похибка обчислень
- Похибка розділення
- Теорія похибок
- Лужна похибка